# Bridgeport (Illinois)
Bridgeport es una ciudad ubicada en el condado de Lawrence en el estado estadounidense de Illinois. En el Censo de 2010 tenía una población de 1886 habitantes y una densidad poblacional de 678,02 personas por km².

## Geografía
Bridgeport se encuentra ubicada en las coordenadas 38°42′30″N 87°45′34″O / 38.70833, -87.75944, a poca distancia al oeste del río Wabash que la separa de Indiana. Según la Oficina del Censo de los Estados Unidos, Bridgeport tiene una superficie total de 2,78 km², de la cual 2,72 km² corresponden a tierra firme y (2,33%) 0,06 km² es agua.

## Demografía
Según el censo de 2010, había 1886 personas residiendo en Bridgeport. La densidad de población era de 678,02 hab./km². De los 1886 habitantes, Bridgeport estaba compuesto por el 98.36% blancos, el 0.32% eran afroamericanos, el 0,11% eran amerindios, el 0% eran asiáticos, el 0.05% eran isleños del Pacífico, el 0.48% eran de otras razas y el 0.69% pertenecían a dos o más razas. Del total de la población el 1.06% eran hispanos o latinos de cualquier raza.